# Europäische Forschungsvereinigung für Umwelt und Gesundheit im Transportsektor

Logo

Die Europäische Forschungsvereinigung für Umwelt und Gesundheit im Transportsektor e. V. (EUGT) war eine von 2007 bis 2017 bestehende und von den Unternehmen Volkswagen, Daimler, BMW und Bosch gegründete Forschungseinrichtung mit dem Ziel, die Auswirkungen des Verkehrs auf die Gesundheit zu bewerten und zu dokumentieren mit Schwerpunkt auf die Luftverschmutzung durch Feinstaub, Stickoxide und Dieselabgase und um „Wege zu finden, mögliche gesundheitliche Folgen zu vermeiden.“
Der Institution wurde vorgeworfen, als „Lobbyverband für Dieselautos“ agiert zu haben.

## Geschichte
Die EUGT wurde am 7. Mai 2007 von Volkswagen, Daimler, BMW und Bosch in Berlin gegründet. Die Gründung wird mit der zeitgleich beginnenden „Clean-Diesel-Kampagne“ in Verbindung gebracht. Die Forschungsvereinigung Automobiltechnik (FAT) war als sogenanntes Fördermitglied ohne Nettozahlungsfluss im Rahmen einer Kooperationsvereinbarung beteiligt. 2010 waren die Forschungsthemen die „20-Städte Studie“ zur Wirksamkeit von Umweltzonen, eine Studie zur Feinstaubbelastung im fließenden Verkehr, eine geplante Stickoxidexpositionsstudie sowie zwei Studien zum Thema Verkehrslärm. Ursprünglich wies die EUGT Seite das Umweltbundesamt und die deutsche Umweltstiftung als Kooperationspartner aus, obwohl keine Kooperation bestand. Der Forschungsverein sollte zuerst „Europäisches Institut für Umwelt- und Gesundheitsforschung im Transportsektor“ heißen, allerdings verweigerte das Amtsgericht Charlottenburg diesen Namen, da es in der Nutzung des Wortes „Institut“ eine Täuschungsgefahr sah. 2013 förderte die EUGT eine Studie an der RWTH Aachen, bei der 25 freiwillige Probanden geringe Mengen Stickoxid inhalierten. Im selben Jahr trat Bosch aus der EUGT aus, weil deren Ausrichtung „den Erwartungen an die wissenschaftliche Begleitung verkehrspolitisch relevanter Fragen nicht entsprochen habe.“ Fraport trat 2014 der EUGT bei und verließ den Verein im selben Jahr, da das gewünschte Forschungsvorhaben zu gesundheitlichen Auswirkungen von Verkehrslärm im Vergleich verschiedener Verkehrsträger nicht initiiert wurde. Im Mai 2015 führten von der EUGT beauftragte Wissenschaftler Dieselabgasversuche an Affen im Lovelace Respiratory Research Institute durch, einer privaten biomedizinischen Forschungsorganisation in Albuquerque. Nachdem bekannt geworden war, dass VW bei Dieselfahrzeugen jahrelang Messergebnisse manipuliert hatte, traten 2015 drei der sieben Mitglieder des Forschungsbeirates zurück.
2016 beendete VW die Mitgliedschaft in dem Verein und beantragte, ihn aufzulösen, was am 25. November 2016 von der Mitgliederversammlung beschlossen wurde. Der Verein wurde laut Vereinsregister am 30. Juni 2017 aufgelöst.

## Finanzierung
Nach Angaben der Volkswagen AG betrug ihr Beitrag an die EUGT 125.000 Euro in den Jahren 2007 und 2008, 50.000 Euro pro Jahr in den Jahren 2009 bis 2015 und 25.000 Euro im Jahr 2016. Die anderen Unternehmen entrichteten nach Kenntnis der Volkswagen AG den Regelsatz von 125.000 Euro pro Jahr. Nach Angaben der Landesregierung Niedersachsen lag der geschätzte Jahresetats der EUGT von 2009 bis 2013 bei 425.000 Euro, ab 2014 mit dem Beitritt der FraPort AG bei 550.000 Euro und im Jahr 2016 bei 400.000 Euro. Volkswagen trug die Lohnkosten des Geschäftsführers Spallek.

## Geschäftsführer und Vorstand
Geschäftsführer war Michael Spallek, ehemals Leiter des Gesundheitsschutzes bei VW Nutzfahrzeuge in Hannover. EUGT-Geschäftsführer Michael Spallek stellte sich auf der Website als Facharzt für Arbeits- und Umweltmedizin vor ohne Hinweis, dass er Mitarbeiter von Volkswagen war. Im fünfköpfigen Vorstand saßen je ein Vertreter von VW, Daimler und BMW und ein Fraport-Manager. Vorsitzender der Vereinigung war Gunter Zimmermeyer, vormals technischer Geschäftsführer des Verbands der Automobilindustrie und Lobbyist des Zulieferers Bosch. Hans-Georg Kusznir vertrat Volkswagen. Er arbeitete in der Abteilung Außen- und Regierungsbeziehungen des VW-Konzerns und war Mitarbeiter von Thomas Steg. Udo Hartmann kam von der Daimler AG; er war dort Umweltbeauftragter. Frank Hansen vertrat BMW als Leiter der Abteilung für „Urbane Mobilität“. Max Conrady kam von Fraport; er war Ex-Abteilungsleiter für Umweltauswirkungen.

## Forschungsbeirat
Der wissenschaftliche Beirat der EUGT tagte drei- bis viermal im Jahr.
Der Toxikologe Helmut Greim leitete den wissenschaftlichen Beirat. Der emeritierte Professor der TU München sagte auch vor dem Abgas-Untersuchungsausschuss der Bundesregierung aus und berichtete im September 2016 von Tierversuchen bei Abgastests. Ihm haftet der Ruf eines industriefreundlichen Gutachters an. Infolge der Affenversuche überprüfte das Umweltministerium eine Aberkennung seines Bundesverdienstkreuzes. Sie erfolgte jedoch nicht.
David Groneberg ist Direktor des Instituts für Arbeits-, Sozial- und Umweltmedizin. Er wies bereits im Jahr 2005 auf die Gefahren von Feinstaub hin („Ähnlich wie bei der Radioaktivität scheint es auch beim Feinstaub keinen unteren Grenzwert zu geben.“), hält jedoch den Effekt von Umweltzonen in der ersten Stufe auf die Feinstaubbelastung für vernachlässigbar. Er fordert stattdessen ein Innenstadtverbot für alte Dieselfahrzeuge sowie mehr Forschung in diesem Bereich.
Peter Morfeld ist Diplom-Mathematiker und Epidemiologe. Er leitet das Institut für Epidemiologie und Risikobewertung in der Arbeitswelt der Essener Firma Evonik und verließ die EUGT 2016.
Stephan Letzel war 2010 Präsident der Deutschen Gesellschaft für Arbeitsmedizin und Umweltmedizin e.V. 2010 und 2015 veranstaltete die EUGT ein Satellitensymposium auf der Jahrestagung der DGAUM. Er verließ den Forschungsbeirat nach Bekanntwerden des Abgasskandals.
Ulrich Keil, Epidemiologe an der Universität Münster trat 2015 nach Bekanntwerden des Abgasskandals aus dem Forschungsbeirat zurück.
Weitere Mitglieder des Forschungsbeirats waren Rolf Merget, Paul Borm und Hermann Bolt.

## Geförderte Projekte

### Umweltzonen
Nachdem die ersten Umweltzonen 2008 eingeführt wurden, betonte Helmut Greim eineinhalb Jahre nach Einführung, dass die Wirksamkeit von Umweltzonen nicht erwiesen sei.
Die EUGT als Projektträger führte zusammen mit dem Institut für Epidemiologie und Risikobewertung der Evonik Industries (Projektleitung) eine Analyse zur Wirksamkeit von Umweltzonen durch. Thema war die Schätzung des Einflusses der Fahrverbote für Fahrzeuge der Schadstoffgruppe 1 (ohne Plakette) auf die Schadstoffkonzentration In ausgewählten Umweltzonen. Zusätzlich wurde das Projekt gefördert durch die European Automobile Manufacturers’ Association. Projektdauer war vom 1. Februar 2010 bis zum 31. Dezember 2014. Das Studiendesign wurde 2011 im Zentralblatt für Arbeitsmedizin veröffentlicht. In der Pressemitteilung der EUGT vom 20. März 2013 teilte der Studienleiter Peter Morfeld die Ergebnisse der Pilotanalyse für München mit: „Das Ergebnis ist ernüchternd. […] Entgegen bisherigen öffentlichen Darstellungen lassen sich keine überzeugenden Wirkungen erkennen.“ Der ADAC griff die Pressemitteilung der EUGT als Beleg für die „nahezu vollständige Wirkungslosigkeit von Umweltzonen“ auf. 2014 stand das Ergebnis für Peter Morfeld fest: „Die Einführung von Umweltzonen stellt keine effiziente Maßnahme zur Senkung der Zielgrößen PM10 und NO2 in den Innenstädten dar.“ Die Ergebnisse der Umweltzonen auf die Feinstaubbelastung und Stickoxiden wurde in Fachzeitschriften veröffentlicht. Peter Morfeld stellte die Studienergebnisse auf Kongressen im In- und Ausland vor. Ganz konkret wirkte sich die EUGT Studie im österreichischen Graz aus. Das Landesverwaltungsgericht Steiermark wies eine Beschwerde gegen die Ablehnung 2014 zurück – und bezog sich ausdrücklich auf die EUGT. Zusammen mit Jan Balbach, der über die „Rechtswidrigkeit von Umweltzonen“ promovierte, veröffentlichte Morfeld eine von der EUGT unterstützte juristische Bewertung der Umweltzonen.

### Repräsentativität von Luftqualitätsmessstationen
Jan Duyzer veröffentlichte 2014 die Ergebnisse einer von der EUGT geförderten Studie zur Repräsentativität von Luftqualitätsmessstationen und präsentierte sie 2015 auf dem EUGT Satellitensymposium der DGAUM. Messstationen für Dieselabgase stünden laut EUGT Tätigkeitsbericht häufig an stark befahrenen Straßen und lieferten daher verzerrte Ergebnisse. „Dort halten sich jedoch kaum – und wenn dann auch nur kurzzeitig – Menschen auf.“  Mit „straßennahen Messwerten [sei] auch keine Aussage über die tatsächliche Belastung der Stadtbewohner durch NO2“ möglich. Die wesentliche Erkenntnis der Studie sei, „dass sich die tatsächliche Exposition der Stadtbewohner besser durch so genannte „Hintergrundmessstationen“ erfassen lässt. Damit [käme] der Standortwahl der Messstationen eine wesentliche Bedeutung zur Beurteilung bei der Luftqualität in Städten zu.“

### Dieselmotor-Emissionen und Lungenkrebsrisiko
2010 berichtete Joe Mauderly, Senior Vice President des Lovelace Respiratory Research Institute, auf Initiative der EUGT im Arbeitskreis Fasern / Stäube des Bundesarbeitsministeriums über Dieselabgase. Laut einem EUGT Bericht von 2010 machte Mauderly deutlich „dass die derzeit vorhandenen Kenntnisse eine Ableitung einer [Expositions-Risiko-Beziehung ] mit Blick auf krebserzeugende Wirkungen nicht ermöglichen. Er wies weiterhin darauf hin, dass in keiner der epidemiologischen Studien zu Lungenkrebs konkrete Messwerte zur tatsächlichen [Diesel-Motor Emission]-Exposition vorliegen.“ Die EUGT förderte die deutsche Übersetzung eines Health Effects Institut Berichtes, welche keine ausreichenden Belege für eine verkehrsbedingtes Krebsrisiko durch Luftverschmutzung sah. 2012 stufte die Internationale Agentur für Krebsforschung (IARC) der WHO Dieselabgase als krebserregend ein. Die EUGT versuchte, Mitarbeiter der WHO zu beeinflussen und behauptete, zum Thema Dieselabgase gebe es keine neuen wissenschaftlichen Erkenntnisse. Die WHO solle deshalb von ihrem Forschungsvorhaben absehen. Laut EUGT-Bericht würden alle von der IARC verwendeten epidemiologischen Studien relevante methodische Schwächen zeigen. Michael Spallek und Peter Morfeld publizierten ihre Ansicht, die IARC-Bewertung gelte nur für alte Dieselaggregate. Diese Ansicht setzte sich 2012 auch in der MAK-Kommission durch mit den gleichzeitigen MAK-Kommissions und EUGT Mitgliedern Bolt, Greim, Letzel und Merget.

### Belastung mit Platinmetallen durch Katalysatoren
Die EUGT förderte von 2010 bis 2011 eine Studie zur Identifizierung der für den Menschen relevanten Quellen der Belastung mit Platinmetallen am Institut für Arbeitsmedizin der Universität Erlangen. Laut EUGT stamme eine Platinbelastung des Menschen maßgeblich von Zahnersatz und kaum von Katalysatoren.

### Luftschadstoffmessungen in offenen und geschlossenen Fahrzeugen
Um die „Luftqualität dort zu messen, wo der Mensch sie realistisch erlebt“ förderte die EUGT ihr Forschungsbeiratsmitglied Groneberg für mobile Feinstaubmessungen innerhalb und außerhalb der Berliner Umweltzone.

### Stickoxid-Inhalationsversuche an der RWTH Aachen
Um die Gesundheitswirkungen von Stickoxiden am Arbeitsplatz zu untersuchen, führte das Institut für Arbeits-, Sozial- und Umweltmedizin der RWTH Aachen im Jahr 2013 Inhalationsversuche mit Stickstoffdioxid an 25 gesunden jungen Probanden durch. Bei dem Test sind die Probanden mehrere Stunden lang drei unterschiedlichen Stickstoffdioxidkonzentrationen ausgesetzt gewesen: 180 µg/m³, 940 µg/m³ und 2.800 µg/m³. Es wurden Blut, Lungenfunktion und Auswurf der Probanden untersucht. Im Ergebnis wurden die Körperfunktionen der gesunden Testpersonen nicht signifikant beeinträchtigt. Die Studie war von der Ethikkommission genehmigt worden. Die EUGT bezahlte 220.000 Euro für die Durchführung der Studie. Die Epidemiologin Alexandra Schneider vom Helmholtz Zentrum München beurteilte die Inhalationsstudie als harmlos. Die EUGT nutzte die Studie später für eigene Publikationen, ohne jedoch darauf hinzuweisen, dass es in der Studie um Arbeitsplatzgrenzwerte und nicht um Langzeitbelastungen im Verkehr ging.

### Dieselabgas Inhalationsversuche an Affen
Am 6. August 2013 beauftragten Gunter Zimmermeyer und Michael Spallek für die EUGT das Lovelace Respiratory Research Institute (LRRI) in Albuquerque mit der Durchführung von Dieselabgasexperimenten an Affen. Der Versuch sollte zeigen, dass Dieselabgase moderner Diesel weniger die Atemwege reizen als alte Diesel. Mit der Studie sollte die WHO Einstufung von Dieselabgasen als krebserregend für neue Diesel in Frage gestellt werden und strengere Abgasstandards verhindert werden. Gegen die Zahlung von 718.572 $ verpflichtete sich das LRRI, Dieselabgas Inhalationsversuche an zehn männlichen Affen durchzuführen, einen Studienbericht zu erstellen und die Versuchsergebnisse vertraulich zu behandeln. Die Affen sollten zuerst gefilterte Luft einatmen, dann verdünnte Dieselabgase eines neuen und dann eines alten Dieselmotors. Im Anschluss sollten jeweils die Entzündungswerte der Lunge und des Blutes gemessen werden.
Volkswagen wollte mit den Versuchen nicht in Verbindung gebracht werden. In einer E-Mail schrieb Michael Spallek 2013 an einen Manager des Volkswagen-Konzerns: „Uns geht es darum, den Text [zur Studienvergabe] rechtssicher so formuliert zu wissen, dass es sich nicht um eine von uns verantwortete Auftragsforschung handelt.“
Für die ab Oktober 2014 durchgeführte Studie wurden zehn weibliche Javaneraffen in einen Glaskäfig vier Stunden lang Dieselabgasen ausgesetzt. Eigens für den Versuch besorgten die Volkswagen-Mitarbeiter James Liang und Stuart Johnson einen neuen VW Beetle von 2013 und einen Rollenprüfstand. Den Affen wurde nacheinander verdünnte Abgase des VW Beetles und eines alten Pick-Up-Trucks Ford F 150 von 1997 zugeführt. Zur Beruhigung sahen die Affen während des Versuchs Cartoonfilme. Anschließend wurde den betäubten Affen ein Endoskop durch Mund oder Nase in die Bronchien eingeführt, um Bronchialsekret zu gewinnen. Zudem wurden Blutuntersuchungen durchgeführt. Der Studienleiter McDonald berichtete, das Affenexperiment sei „in Echtzeit“ von dem 2017 wegen Betrugs verurteilten VW-Ingenieur James Liang überwacht worden. Das sei „sehr ungewöhnlich“ gewesen, so McDonald, zumal Volkswagen nicht einmal Vertragspartei gewesen sei. Erst nach Bekanntwerden der Dieselmanipulationen kam den LRRI-Studienleitern der Verdacht, dass der Test-VW im Prüfstandsmodus mit niedrigen Stickoxidausstoß fuhr und der VW-Ingenieur Liang durch seine Kontrolle sicherstellen wollte, dass auch die Abschalteinrichtung richtig funktionierte. Entgegen den Erwartungen zeigten die Affen auf die Abgase des neuen Diesel-PKWs (obgleich dieser eine Abschalteinrichtung verwendete und auf dem Rollenprüfstand deutlich weniger Stickoxide ausstieß als auf der Straße) mehr Entzündungszeichen als auf die Abgase des Ford F 150. Für eine Präsentation bei der Society of Toxicology bereiteten LRRI-Mitarbeiter einen Kongress-Beitrag vor, dessen frühe Version mit den Worten endete: „entgegen der Hypothese scheint die neue Dieseltechnologie eine starke Entzündungsreaktion ausgelöst zu haben“. In der veröffentlichten Version der Zusammenfassung wurden die für die EUGT ungünstigen Ergebnisse der neuen Dieseltechnologie nicht genannt.
Der Streit der EUGT mit dem LRRI über die Zahlung der letzten Rate von fast 72.000 Dollar ging bis zur Auflösung der EUGT im Juni 2017. Die LRRI-Forscher versuchten, die Darstellung ihrer Ergebnisse so abzuschwächen und umzuformulieren, damit die EUGT einer Veröffentlichung zustimmen und die letzte Zahlung freigeben würde. Obwohl mittlerweile bekannt war, dass ein manipulierter VW Diesel die Versuchsergebnisse verfälschte, bestand die EUGT auf dem finalen Studienreport. Dieser kam zur entgegengesetzten Schlussfolgerung früherer Versionen: „Basierend auf den hier gezeigten Ergebnissen zeigte der Diesel mit alter Technologie eine Zunahme der systemischen und Lungen-Entzündungswerte, während der Diesel neuer Technologie dies nicht tat.“
Im Oktober 2015 wollte sich ein Teil des Forschungsbeirates öffentlich auf der EUGT-Homepage von den Affenversuchen distanzieren. Michael Spallek und Helmut Greim verhinderten jedoch ein Statement.
Im Januar 2018 berichtete zuerst die New York Times über die Affenversuche mit einem breiten Medienecho. Der Regierungssprecher Steffen Seibert sagte, „diese Tests an Affen oder sogar Menschen sind ethisch in keiner Weise zu rechtfertigen“. Axel Bauer sprach von einem Fall von Wissenschaftsbetrug.
VW, Daimler und BMW distanzierten sich von der Affenstudie und verurteilten sie als unethisch, ohne jedoch den manipulierten Versuchsaufbau zu verurteilen. VW beurlaubte seinen Generalbevollmächtigten Thomas Steg.  Daimler beurlaubte Udo Hartmann. Im Deutschen Bundestag kam es zu einer Aktuellen Stunde zu den Abgasversuchen.

## Kritik
Kritiker werfen der EUGT vor, sie betreibe eine Diesel-Greenwashing Kampagne, säe Zweifel mit bezahlter Auftragsforschung und verharmlose und relativiere die Gesundheitsgefahren von Dieselabgasen.
Bereits 2009 wies Stefan Lieb auf Interessenskonflikte der EUGT hin. 2010 kritisierte Max Angermaier unter dem Titel „Propaganda für die Industrie“, dass die wissenschaftliche DGAUM „einem von der Industrie finanzierten Verein eine Plattform zur Präsentation ihrer Interessen“ böte.
Für Axel Friedrich, Mitgründer des International Council on Clean Transportation, wurde die EUGT 2007 mit dem klaren Ziel gegründet: „Probleme nach unten zu spielen, das macht sie sehr erfolgreich.“
In der Zeitschrift  „The Australian“ warnte der Schadstoffexperte James Tate: „Wenn die Autoindustrie versucht, so Einfluss auf die Debatte über Gesundheitsgefahren zu nehmen, ist das potenziell bedrohlich. Angesichts des möglichen Einflusses der Dieselabgase auf die Gesundheit und der historisch einmaligen Diskrepanz zwischen den Labor-Daten und den echten Emissionen, ist es entscheidend, dass Wissenschaftler unabhängig arbeiten.“
Auch die britische „The Times“ erhob vergleichbare Vorwürfe. Nach Angaben King’s College London sollen fast 9500 Menschen in Englands Hauptstadt als Folge der Luftverschmutzung jährlich vorzeitig sterben, hauptsächlich bedingt durch Dieselmotoremissionen. Die EUGT aber lege nahe, „dass die wissenschaftlichen Daten nicht ausreichen, um eine Auswirkung von Stickoxiden auf die Bevölkerung nachzuweisen und dass nur die Gesundheit von bereits vorgeschädigten Personen, wie etwa Asthmatikern, von Diesel-Abgasen beeinflusst werden“.
Die Süddeutsche Zeitung bezeichnete die EUGT als „eine Lobbyisten-Truppe mit wissenschaftlicher Fassade.“ Deutlich würde das in einem Newsletter vom Juni 2013, in dem der Dieselantrieb als „Motor des Fortschritts“ gefeiert würde. In dem Newsletter durfte Ulrich Eichorn als Vertreter des Verbandes der Automobilindustrie unwidersprochen behaupten, der Dieselmotor sei aus Umweltsicht unproblematisch. Feinstaub-Partikel und Stickstoffdioxid gingen wegen der modernen Abgasreinigung auf ein „nahezu homöopathisches Niveau“ zurück. Man könnte fast sagen, fügte der VDA-Vertreter hinzu, „dass ein moderner Diesel in vielen Situationen sozusagen die Luft reinigt“.
Die Organisation LobbyControl wirft der EUGT industrienahe Forschung und Wissenschaftslobbyismus vor. Erik Conway, Mitautor des Buches Merchants of Doubt, zeichnete in seinem Buch nach, wie Konzerne im Mäntelchen der Wissenschaftlichkeit erfolgreich Erkenntnisse über ihre Produkte verwässerten. Er kommentierte die EUGT: „Wenn das alles stimmt, wie es in der New York Times steht, dann hat die EUGT auf dieselbe Art gearbeitet. Sie diente als Finanzier und Clearing-Zentrum für irreführende Forschung.“ Der Epidemiologe David Michaels kritisierte in seinem Buch „The Triumph of Doubt“ die EUGT als keinesfalls an unabhängiger Forschung interessiert, welche die wissenschaftliche Literatur verschmutze mit faulen Studien zur Entlastung von Dieselabgasen.

## Publikationen der EUGT
Newsletter:
- 2011 Kompakt-Newsletter 1: Lärm
- 2011 Kompakt-Newsletter 2: Nanopartikel
- 2012 Kompakt-Newsletter 3: Biokraftstoffe
- 2013 Kompakt-Newsletter 4: Diesel
- 2014 Kompakt Newsletter 5 Risiko

Sonstiges:
- Pressemitteilung der EUGT zu Umweltzonen, 2013
- Berichtsbroschüre der EUGT 2012–2015

## Von der EUGT geförderte Publikationen
- Liste der von der EUGT von 2010 bis 2017 geförderten Publikationen